# Diemidowo (rejon smoleński)
Diemidowo (ros. Демидово) – wieś (ros. деревня, trb. dieriewnia) w zachodniej Rosji, w osiedlu wiejskim Pionierskoje rejonu smoleńskiego w obwodzie smoleńskim.

## Geografia
Miejscowość położona jest w dorzeczu Trostianki, 4 km od drogi regionalnej 66K-22 (Szczeczenki – Monastyrszczina), 11 km od drogi federalnej R135 (Smoleńsk – Krasnyj – Gusino), 18,5 km od drogi federalnej R120 (Orzeł – Briańsk – Smoleńsk – Witebsk), 28,5 km od drogi magistralnej M1 «Białoruś», 7 km od centrum administracyjnego osiedla wiejskiego (Sanniki), 22 km od Smoleńska, 20 km od najbliższego przystanku kolejowego (Dacznaja II).
W granicach miejscowości znajduje się ulica Nagornaja (6 posesji).

## Demografia
W 2010 r. miejscowość zamieszkiwały 4 osoby.